# But
För andra betydelser, se BUT.
But är en hemelektronikkedja som finns i Frankrike och har 107 varuhus över hela landet (2007). Företaget ägdes mellan 1998 och 2008 av Kesa Electricals plc, men såldes 2008 till Decomeubles Partners SAS, ett konsortium ägt av bland annat Goldman Sachs.